# Adolfo de Castro
Adolfo de Castro y Rossi (Cádiz, 1823 - Cádiz, 1898) fue un historiador y escritor literario español.
Erudito cervantista, fue miembro de las Reales Academias de la Lengua, de la Historia y de Ciencias Morales y Políticas de España. También fue alcalde y gobernador de Cádiz y Huelva e ingeniero de Industrias de Andalucía.

## Biografía
Escritor, gobernador, Ingeniero de Industrias de Andalucía y gran erudito. 
De vasta cultura y gran lector de clásicos españoles del Siglo de Oro, llegó a apropiarse del lenguaje de esa época y a elaborar un complejo pastiche que publicó como obra de Miguel de Cervantes: El buscapié (1844). La superchería tuvo tal éxito que la obra fue traducida a varias lenguas y fue reimpresa varias veces, con el apoyo de cervantistas de relieve, como Juan Eugenio Hartzenbusch. Cuando Bartolomé José Gallardo hizo ver el engaño al revelar que se trataba de erudito centón de obras literarias áureas ya conocidas, él se defendió con la sátira Aventuras literarias del iracundo extremeño Bartolomé Gallardete (1851). 
Después de fallecer su viuda, Adolfo De Castro confirmó su autoría del Buscapié.
Fue alcalde de Cádiz y gobernador de Cádiz y Huelva, Secretario del Gobierno en Sevilla, académico de la de Buenas Letras de Sevilla y de la de Bellas Artes de Cádiz y formó parte de las Reales Academias de la Lengua, de la Historia y de Ciencias Morales y Políticas de España.
Ingeniero de Industrias de Andalucía. 
Escribió erudición y creación literaria, principalmente obras de teatro refundidas o propias. Entre las primeras están una Historia de Cádiz (1845) ampliada después como Historia de Cádiz y su provincia desde los remotos tiempos hasta 1814 (1958), una Historia de Jerez (1845), Examen filosófico de las principales causas de la decadencia de España (1852) e Historia de los protestantes españoles y de su persecución por Felipe II (1851), Gran diccionario de la lengua española (1852), Poetas líricos de los siglos XVI y XVII y curiosidades bibliográficas (dos tomos de la "Biblioteca de Autores Españoles" de Manuel Rivadeneyra, 1855 a 1857), Filosofía de la muerte (1856), Ernesto Renán ante la erudición sagrada y profana (1864), Cádiz en la Guerra de la Independencia: cuadro histórico (1864), La última novela ejemplar de Cervantes (1872), Varias obras inéditas de Cervantes (1874), La Epístola moral a Fabio no es de Rioja (1875), Estudios prácticos de buen decir y de arcanidades del habla española (1879), Una joya desconocida de Calderón (1881), Libro de los galicismos (1898), Curiosidades lingüísticas (1891), El Quijote de Avellaneda (1899) y otras muchas obras más.
Además de su obra literaria, Adolfo de Castro tomó para sí la labor de recuperar el lugar de las minorías no católicas en la historia de España, a lo que consagró las ya citadas obras históricas sobre los judíos y los protestantes, cuya expulsión y represión relacionaba con la decadencia de España, otra de sus grandes preocupaciones intelectuales, a la que dedicó una obra de conjunto, el también citado Examen filósofico.
En esa obra de síntesis, "lo que hacia Adolfo de Castro era culpar a la Iglesia, en connivencia con la Monarquía, de la decadencia nacional".
En su opinión, el clero era el principal culpable de la decadencia. Le acusaba de haber manipulado como guerra de religión la llamada Reconquista y de haber apoyado las que consideraba injustas pretensiones al trono de Isabel de Trastamara frente a su sobrina y sucesora legítima al trono de Castilla; de modo que cuando la primera obtuvo la corona pudo presionarla para que implantara la Inquisición, hiciera la guerra al reino de Granada y expulsase a los judíos. Estos tres factores combinados determinaron la ruina de la ciencia y de la economía, hasta llegar a la postración final en tiempos de Carlos II. En sus propias palabras,

sin libertad política, sin libertad de imprenta, sin libertad religiosa y sin libertad de comercio, qué suerte había de tener España, fuera de la más lamentable postración intelectual y de la más desdichada ruina, así de su riqueza como de su poderío marítimo y terrestre.

## Obras
- Historia de los judíos en España, Cádiz, Imp. de la Revista Médica, 1847
- Historia de los protestantes españoles y de su persecución por Felipe II. Cádiz, Revista Médica, 1851.
- Historia de Cádiz y su provincia. 2 vols. Cádiz, Revista Médica, 1858.
- Ernesto Renán, ante la erudición sagrada y profana. Cádiz: Revista Médica, 1864.
- La libertad por la fé, Tratado de Filosofía cristiana. Cádiz: Revista Médica, 1869.
- Examen filosófico sobre las principales causas de la decadencia de España, Cádiz, Imp. F. Pantoja, 1852,

## Artículos de Revista
- 1889 - Un girondino español: (el abate Marchena).[artículo publicado en: La España Moderna reed. Analecta editorial, 2013]
- 1889 - Un enigma literario.[artículo publicado en: La España Moderna reed. Analecta editorial, 2013]
- 1889 - La Fabiola de San Jerónimo y la Fabiola del Cardenal Wiseman.[artículo publicado en: La España Moderna reed. Analecta editorial, 2013]
- 1889 - El Tenorio de Zorrilla.[artículo publicado en: La España Moderna reed. Analecta editorial, 2013]
- 1889 - D. Manuel José Quintana. D. José María de Heredia: sus poesías en prosa.[artículo publicado en: La España Moderna reed. Analecta editorial, 2013]
- 1889 - Combates de toros en España y Francia: apuntamientos y observaciones.[artículo publicado en: La España Moderna reed. Analecta editorial, 2013]
- 1891 - Curiosidades lingüísticas.[artículo publicado en: La España Moderna reed. Analecta editorial, 2013]
- 1891 - Carta inédita de D. Juan de la Sal, Obispo de Bona.[artículo publicado en: La España Moderna reed. Analecta editorial, 2013]
- 1892 - De la esclavitud en España.[artículo publicado en: La España Moderna reed. Analecta editorial, 2013]
- 1892 - Cádiz y la primera expedición de Colón: refutaciones al Sr. Asensio.[artículo publicado en: La España Moderna reed. Analecta editorial, 2013]
- 1892 - Algo sobre las cuestiones acerca del primer viaje de Colón.[artículo publicado en: La España Moderna reed. Analecta editorial, 2013]
- 1902 - Memorias de una dama del siglo XIV y XV (de 1363 a 1412): Doña Leonor López de Córdoba.[artículo publicado en: La España Moderna reed. Analecta editorial, 2013]